# Confederacion Panamericana de Futbol de Salon
La Confederacion Panamericana de Futbol de Salon (conosciuta con gli acronimi PANAFUTSAL o CPFS) è un organismo internazionale che raccoglie le federazioni del continente americano che gestiscono il gioco del futsal nella versione con regolamento FIFUSA ed attualmente AMF.

## Storia
La confederazione è stata creata il 25 settembre 1990 a Bogotà in Colombia, dalle federazioni nazionali di Paraguay, Colombia, Messico, Uruguay, Argentina, Venezuela, Costa Rica, Porto Rico e Bolivia.
Nel corso del 1993 furono approvati e protocollizzati gli statuti dove all'articolo tre veniva specificato il Paraguay come paese sede della confederazione. Fu la Confederación Sudamericana de Fútbol de Salón ad essere posta come organizzazione base per la creazione della PANAFUTSAL che negli anni ottenne l'adesione delle federazioni nazionali di Ecuador, Antille Olandesi, Aruba e Canada.
Negli ultimi anni 1990 la PANAFUTSAL ha concentrato i suoi sforzi nello studio dei fattori che hanno portato alla parabola discendente del calcio a 5 causata dalla paralisi della FIFUSA a beneficio della versione approntata dalla FIFA. Per questi motivi la confederazione ha promosso un convegno in Guatemala nel 2000 con i membri della FIFA in modo da riportare sotto un'unica bandiera due diversi sport dall'identico nome.
Secondo il punto di vista della PANAFUTSAL, a far naufragare le trattative per la ricomposizione della frattura fu la parte avversa, mentre non si trova traccia della disputa nel materiale messo on-line dalla Federazione Mondiale del calcio. Tuttavia a seguito dell'interruzione della trattativa, la PANAFUTSAL ha deciso la creazione di un organismo più forte, che raccogliesse le entità di tutto il mondo ancora disposte a promuovere il calcio a 5 nella versione che aveva ottenuto il successo dapprima in Sudamerica poi in Europa. Nel 2003 è stata quindi creata la Asociación Mundial de Futsal di cui la PANAFUTSAL è uno dei membri continentali.

## Direttivo
- Presidente: Rolando Alarcón Ríos (Paraguay)
- Vicepresidente: Jaime Arroyave (Colombia)
- Vicepresidente: Gustavo Rubio(Argentina)
- Vicepresidente: Wilfrido Coffi (Antille Olandesi)
- Direttore aggiunto alla presidenza: Lorenzo García (Messico)
- Segretario Generale:  Pedro Bonettini (Argentina)

## Paesi membri
- Antille Olandesi (FEFUTSAL Antillas Holandesas)
- Argentina (Confederación Argentina de Futsal)
- Aruba (Federashon Futbol di Sala (FEFUSA))
- Bolivia (Federación Boliviana de Fútbol de Salón)
- Brasile (Confederação Nacional de Futebol de Salão)
- Canadá (Futsal Canadá)
- Cile (Asociación Deportiva de Futbol Sala Chile)
- Colombia (Federación Colombiana de Fútbol de Salón)
- Costa Rica (Federación Costaricense de Fútbol de Salón
- Ecuador (Federación Ecuatoriana de Fútbol de Salón)
- Messico (Federación Mexicana de Futsal)
- Paraguay (Federación Paraguaya de Fútbol de Salón)
- Perú (Asociación Peruana de Futsal)
- Porto Rico (Asociación Puertorriqueña de Fútbol de Salón)
- Uruguay (Federación Uruguaya de Futsal)
- Venezuela (Federación Venezolana de Fútbol de Salón)

## Trofei organizzati
La PANAFUTSAL è stata una delle organizzazioni che ha tenuto in vita il futsal sono alla creazione della AMF, in questo frangente si è occupata di gestire i Campionati panamericani di futsal svoltisi per la prima volta proprio a Bogotà nel 1990, e le due edizioni del torneo di futsal ai Giochi sudamericani.